# モーリハイ
モーリハイ（? - 1469年?）は、北元の部族長。オンリュート部の指導者。
チンギス・ハーンの同母弟であるジョチ・カサルの後裔、あるいはチンギスの異母弟ベルグテイの後裔と言われる。漢文史料では毛里孩と表記される。
1454年にオイラト部族のエセンが殺害された後、ハラチン部のボライ・タイシの下でモンゴル高原で勢力を拡大した。1465年にボライがマルコルギス・ハーンを殺害した後、ボライを暗殺する。部下からハーンへの即位を進められるが辞退し、マルコルギスの異母兄であるモーランを擁立する。敵対者である斡羅出を追放してモンゴル内の実権を握り、明の大同に侵入した。
1466年にモーランを殺害した後、モーリハイは新たなハーンを立てず、北元の空位時代が始まった。1467年に明の皇帝成化帝は撫寧侯・朱永らにモーリハイ討伐を命じるが、モーリハイが通貢を願い出たため遠征は取りやめになった。翌1468年、明の給事中・程万里はモーリハイの討伐を奏上するが、彼の意見は容れられなかった。
モーリハイはジョチ・カサルの後裔であるホルチン部のウネバラトに敗れて没落し、クングイ・ジャブハンの宿営地で6人の子と共に殺害された。